# Hvožďany
Hvožďany är en ort i Tjeckien.   Den ligger i regionen Mellersta Böhmen, i den centrala delen av landet, 80 km sydväst om huvudstaden Prag. Hvožďany ligger 535 meter över havet och antalet invånare är 798.
Terrängen runt Hvožďany är platt söderut, men norrut är den kuperad.Runt Hvožďany är det ganska tätbefolkat, med 72 invånare per kvadratkilometer. Närmaste större samhälle är Rožmitál pod Třemšínem, 9,2 km nordost om Hvožďany. Omgivningarna runt Hvožďany är en mosaik av jordbruksmark och naturlig växtlighet.